# Gaertnera psychotrioides
Gaertnera psychotrioides là một loài thực vật có hoa trong họ Thiến thảo. Loài này được (DC.) Baker mô tả khoa học đầu tiên năm 1877.